# Eupithecia ochreata
Eupithecia ochreata là một loài bướm đêm trong họ Geometridae.